# Barbacenia schwackei
Barbacenia schwackei är en enhjärtbladig växtart som beskrevs av Goethart och Johannes Jan Theodoor Henrard. Barbacenia schwackei ingår i släktet Barbacenia och familjen Velloziaceae. Inga underarter finns listade.